# Medalha Robert Koch
A Medalha Robert Koch (em alemão:  Robert-Koch-Medaille) é uma condecoração da Fundação Robert Koch concedida desde 1974 na maioria anualmente, por destaque em dedicação de uma vida à pesquisa em medicina nas áreas de infectologia, imunologia e microbiologia.

## Recipientes[1]
- 1974 Paul Kallós (Suécia)
- 1977 Pierre Grabar (França)
- 1978 Theodor von Brand (Sulzbach-Rosenberg), Saul Krugman (Estados Unidos)
- 1979 Christopher Andrewes (Reino Unido)
- 1980 Emmy Klieneberger-Nobel (Reino Unido)
- 1981 Maclyn McCarty (Estados Unidos)
- 1982 Edgar Lederer (França), Walter Pagel (Reino Unido), Karel Styblo (Países Baixos)
- 1985 Richard M. Krause (Estados Unidos)
- 1986 Ernst Ruska (Berlim)
- 1987 Hans Joachim Müller-Eberhard (Estados Unidos)
- 1988 Willy Burgdorfer (Estados Unidos)
- 1989 Maurice Ralph Hilleman (Estados Unidos)
- 1990 Ernst Ludwig Wynder (Estados Unidos)
- 1991 Werner Schäfer (Tübingen)
- 1992 Piet Borst (Países Baixos), Howard Charles Goodman (Estados Unidos)
- 1993 Karl Lennert (Kiel), Otto Westphal (Suíça)
- 1994 Paul Klein (Mainz)
- 1995 Charles Weissmann (Suíça)
- 1996 Gustav Nossal (Austrália)
- 1997 Satoshi Ōmura (Japão)
- 1998 George Klein (Suécia)
- 1999 Barry R. Bloom (Estados Unidos)
- 2000 Marco Baggiolini (Suíça)
- 2001 Avrion Mitchison (Reino Unido)
- 2002 Agnes Ullmann (França)
- 2003 Tadamitsu Kishimoto (Japão)
- 2004 Heinz Schaller (Heidelberg)
- 2005 Emil Raphael Unanue (St. Louis, Missouri, Estados Unidos)
- 2006 Hans-Dieter Klenk (Marburgo) (pelo trabalho científico de sua vida dedicada à biologia e surgimento de doenças infecciosas através de virus da gripe, ebolavirus e vírus de Marburg)
- 2007 Brigitte Askonas (Londres)
- 2008 Philip Leder (Boston, Estados Unidos)
- 2009 Volker ter Meulen (Universidade de Würzburgo)
- 2010 Fotis Kafatos (Imperial College London) (por seu trabalho com o parasita da malária plasmodium e sua transmissão através do mosquito anopheles)
- 2011 Ernst-Ludwig Winnacker (Straßburg, França)
- 2012 Eckard Wimmer (Universidade Stony Brook, Estados Unidos)
- 2013 Anthony Fauci (Instituto Nacional de Alergia e Doenças Infecciosas, NIAID, Estados Unidos)
- 2014 Hermann Bujard (Heidelberg)
- 2015 Peter Piot (Londres)
- 2016 Kai Simons (Alemanha)
- 2017 Christopher Thomas Walsh (Estados Unidos)
- 2018 Staffan Normark (Suécia)
- 2019 Martin Jack Blaser (Estados Unidos)
- 2020 Thomas F. Meyer (Berlim)
- 2021 Kyriacos Costa Nicolaou (Estados Unidos)